# Li Fanghui
Li Fanghui (chiń. 李方慧; ur. 10 marca 2003) – chińska narciarka dowolna, specjalizująca się w halfpipie, wicemistrzyni świata, srebrna medalistka igrzysk olimpijskich młodzieży.

## Kariera
Po raz pierwszy na arenie międzynarodowej pojawiła się 15 września 2016 roku w Cardronie, gdzie w zawodach Australian New Zealand Cup zajęła szóste miejsce. Na mistrzostwach świata juniorów w Cardronie w 2018 roku była szósta. Podczas rozgrywanych dwa lata później igrzysk olimpijskich młodzieży w Lozannie wywalczyła srebrny medal.
W Pucharze Świata zadebiutowała 4 lutego 2017 roku w Mammoth Mountain, gdzie została zdyskwalifikowana. Pierwsze pucharowe punkty zdobyła 7 grudnia 2018 roku w Copper Mountain, zajmując ósme miejsce. Na podium zawodów tego cyklu pierwszy raz stanęła 20 grudnia 2018 roku w Secret Garden, kończąc rywalizację na trzeciej pozycji. Wyprzedziły ją tylko jej rodaczka Zhang Kexin i Rachael Karker z Kanady. W sezonie 2019/2020 zajęła czwarte miejsce w klasyfikacji half-pipe'a.
Na mistrzostwach świata w Aspen w 2021 roku zajęła piąte miejsce. Wynik ten powtórzyła podczas rozgrywanych rok później igrzysk olimpijskich w Pekinie.

## Osiągnięcia

### Igrzyska olimpijskie
| Miejsce | Dzień     | Rok  | Miejscowość | Konkurencja | Zwyciężczyni |
| ------- | --------- | ---- | ----------- | ----------- | ------------ |
| 5.      | 18 lutego | 2022 | Pekin       | Halfpipe    | Eileen Gu    |

### Mistrzostwa świata
| Miejsce | Dzień    | Rok  | Miejscowość | Konkurencja | Zwyciężczyni |
| ------- | -------- | ---- | ----------- | ----------- | ------------ |
| 5.      | 12 marca | 2021 | Aspen       | Halfpipe    | Eileen Gu    |
| 2.      | 30 marca | 2025 | Engadyna    | Halfpipe    | Zoe Atkin    |

### Puchar Świata

#### Miejsca w klasyfikacji generalnej
- sezon 2018/2019: 34.
- sezon 2019/2020: 11.

Od sezonu 2020/2021 klasyfikacja generalna została zastąpiona przez klasyfikację Park & Pipe (OPP), łączącą slopestyle, halfpipe oraz big air.
- sezon 2020/2021: –
- sezon 2021/2022: 14.
- sezon 2022/2023: –
- sezon 2023/2024: 33.
- sezon 2024/2025: 7.

#### Miejsca na podium w zawodach
1. Secret Garden – 20 grudnia 2018 (halfpipe) – 3. miejsce
2. Secret Garden – 21 grudnia 2019 (halfpipe) – 3. miejsce
3. Secret Garden – 7 grudnia 2024 (halfpipe) – 2. miejsce
4. Aspen – 2 lutego 2025 (halfpipe) – 2. miejsce
5. Calgary – 15 lutego 2025 (halfpipe) – 1. miejsce